# Нерола
Нѐрола (на италиански: Nerola) е село и община в Централна Италия, провинция Рим, регион Лацио. Разположено е на 453 m надморска височина. Населението на общината е 453 души (към 2010 г.).